# Capitis deminutio
La expresión latina capitis deminutio, se traduce literalmente como "disminución de la capacidad". Para el Derecho Romano la capitis deminutio suponía una incapacidad de derecho absoluta en la persona.
Según la clasificación que el jurista Gayo hace en sus Instituciones existirían tres tipos de capitis deminutio:
- La capitis deminutio máxima que se produce cuando la persona pierde la familia, la libertad y la ciudadanía.

«Maxima est capitis deminutio, cum aliquis simul et civitatem et libertatem amittit»

- La capitis deminutio media que se produce cuando una persona pierde la familia y la ciudadanía sin perder la libertad.

«Minor sive media est capitis deminutio, cum civitas amittitur,: libertas retinetur; quod accidit ei, cui aqua et igni interdictum fuerit»
Gayo 1.161

Se extinguía la ciudadanía por ciertas condenas, como la interdicción del agua y el fuego, la deportación, el destierro y también cuando el ciudadano abandonaba voluntariamente su ciudadanía de origen para adoptar la de algún país extranjero.
- La capitis deminutio mínima aunque la ciudadanía y la libertad se conservan, se sigue perdiendo a la familia.

«Minima est capitis deminutio, cum et civitas et libertas retinetur, sed status hominis commutatur; quod accidit in his qui adoptantur»
Gayo 1.162

Ejemplo de ello es cuando el ciudadano cambiaba de familia, como ocurría con la adopción, la conventio in manu maritii, la adrogación, la legitimación y la emancipación.
Esta última podía significar una elevación de la capacidad jurídica, como ocurría en el caso de la emancipación, alcanzando así el goce de todos los derechos públicos y privados.